# Couvent des Tiercelettes
Le couvent des Tiercelettes est un ancien couvent, transformé en hôpital, situé au 40 rue Rabelais à Fontenay-le-Comte, dans le département français de la Vendée. en France.

## Description
Les édifices se parent principalement d'une couverture en ardoise : les toitures, de longs pans agrémentés de croupes et de noues, surmontent les bâtiments ceignant la cour d'honneur, tandis que la chapelle arbore un toit à longs pans terminé par une croupe polygonale. Les autres constructions, pour leur part, se trouvent revêtues de tuiles. Quant aux matériaux employés pour le gros œuvre, l’édification repose sur l’usage du calcaire, du moellon et d’un enduit soigneusement appliqué.

## Historique

### Hôpital Saint-Jacques
Avant la Révolution française, la ville abritait deux établissements hospitaliers établis dans le quartier des Loges. Le plus ancien de ces établissements, connu sous le nom d'Hôtel-Dieu ou encore hôpital Saint-Jacques, était implanté au numéro 51 à 63 de la rue des Loges. Son édification remonte aux environs de 1130, sous l'égide de Guillaume X, duc d'Aquitaine, et son envergure fut amplifiée sous l'administration d'Alphonse, comte de Poitiers. Par la suite, aux alentours de 1280, l'hôpital fut reconstruit sous l'initiative de Philippe le Hardi, marquant ainsi une phase significative de son évolution architecturale.
Au cours du XVIe siècle, une extension a été ajoutée de l'autre côté de la rue des Loges. Cette nouvelle structure comprenait une chapelle dédiée à saint Jacques, et un cimetière y a été aménagé en 1613. Cependant, les années 1588 et 1628 ont été marquées par d'importantes épidémies de peste, provoquant de lourdes pertes au sein de la population locale. Les ressources disponibles à l'hôpital étaient insuffisantes pour faire face à l'ampleur de ces tragédies et soulager tous les souffrances qui en découlaient.
En 1684, l'hôpital susdit subit une transformation primordial pour devenir un hôpital général, à la suite d'une ordonnance royale émise par Louis XIV. Cette décision fut motivée par la constatation que ledit hôpital remplissait les critères requis pour acquérir ce statut. En tant qu'hôpital général, il se vouait à l'accueil des mendiants issus de la ville et de ses environs, leur offrant refuge et les engageant dans divers ateliers pour occuper leur temps. Par ailleurs, une classe était mise en place où un enseignant se chargeait d'instruire les démunis dans l'art de la lecture. En 1733, l'hôpital accueillait des membres des régiments stationnés à La Rochelle ainsi que des marins cantonnés à Rochefort.
En 1770, l'établissement subit d'importants dommages causés par des inondations, toutefois, il se trouve dans l'incapacité de mobiliser les ressources nécessaires pour entreprendre la réparation des édifices affectés.

### La Révolution

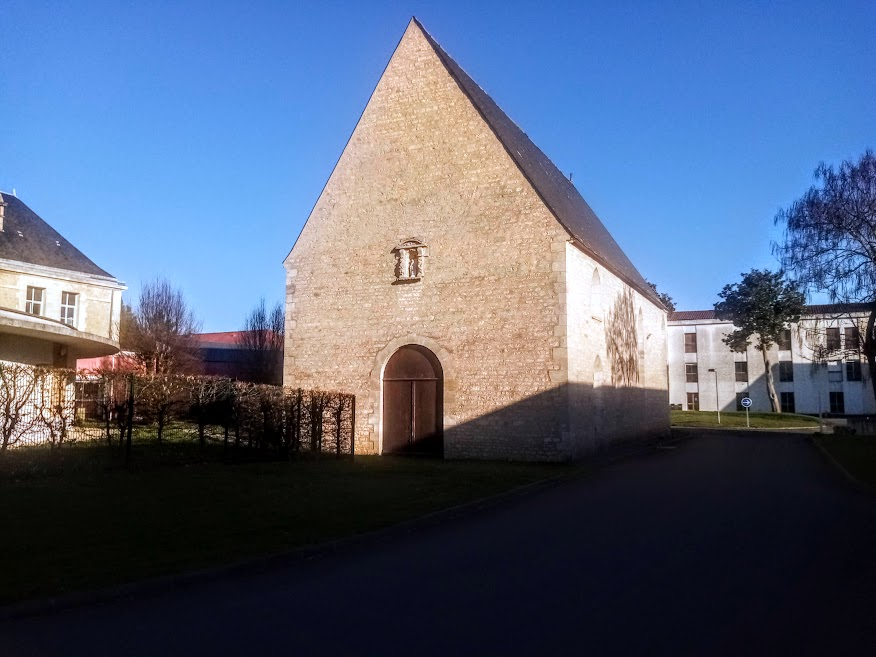
Chapelle du couvent des Tiercelettes construite au XVII^{e} siècle.

La Révolution française a engendré une série de bouleversements majeurs qui ont perduré sur plusieurs années. En janvier 1794, les dernières huit religieuses restantes ont été expulsées avec humiliation et flétrissure. Elles ont été acheminées à l'abbaye de Celles où elles ont été incarcérées jusqu'au 27 juin 1794. Bien que le bâtiment n'ait pas été vendu comme bien national, une loi votée par le Corps Législatif et le Conseil des Cinq-Cents le 15 avril 1798 a ordonné le transfert des hôpitaux de la ville vers l'ancien couvent des Tiercelettes de Saint-François, situé sur la route de Nantes, actuellement au 40 rue Rabelais. Ce couvent était jadis la propriété des Tiercelettes, également connues sous le nom de religieuses du Tiers-ordre de Saint-François ou dames de la Grand'Maison. En effet, elles avaient acquis ce terrain en 1614 dans le but d'y ériger leur nouvelle demeure conventuelle, dont des vestiges subsistent encore aujourd'hui.

### Transformation en hôpital
L'établissement nouvellement fondé inaugure son ouverture le 10 mai 1800. Les membres de la congrégation des Sœurs de saint Vincent de Paul y réintègrent leurs activités le 20 juin 1801. L'architecte Girard et l'ingénieur Champion se verront confier la tâche d'aménager les locaux. Au long du XIXe siècle, plusieurs travaux d'ampleur furent entrepris. Parmi les réalisations majeures, on compta, en grande partie démolies par la suite dans un dessein de modernisation de l'établissement hospitalier, les constructions en forme de U, érigées à l’est de la chapelle, entre les années 1826 et 1843, ainsi que le long bâtiment s'étendant selon un axe nord-sud, édifié durant la première moitié de ce même siècle. En 1832, l'architecte de Fontenay, Joseph Babin, entreprit également la construction d’une citerne. Un projet ambitieux, visant à améliorer ce dernier édifice, destiné à abriter l'hospice des aliénés, fut élaboré par l'architecte communal Auguste Garnereau en 1843, mais ne fut jamais réalisé. Toutefois, en 1854, un établissement destiné à l'éducation et à l'instruction d'enfants démunis, dépourvus de soutien familial, fut édifié, sous le nom d' « Orphelinat de l'Immaculée Conception ». Béni durant cette même année, cet orphelinat devint un lieu destiné à la protection et à l'éducation des enfants défavorisés.

### Époque contemporaine

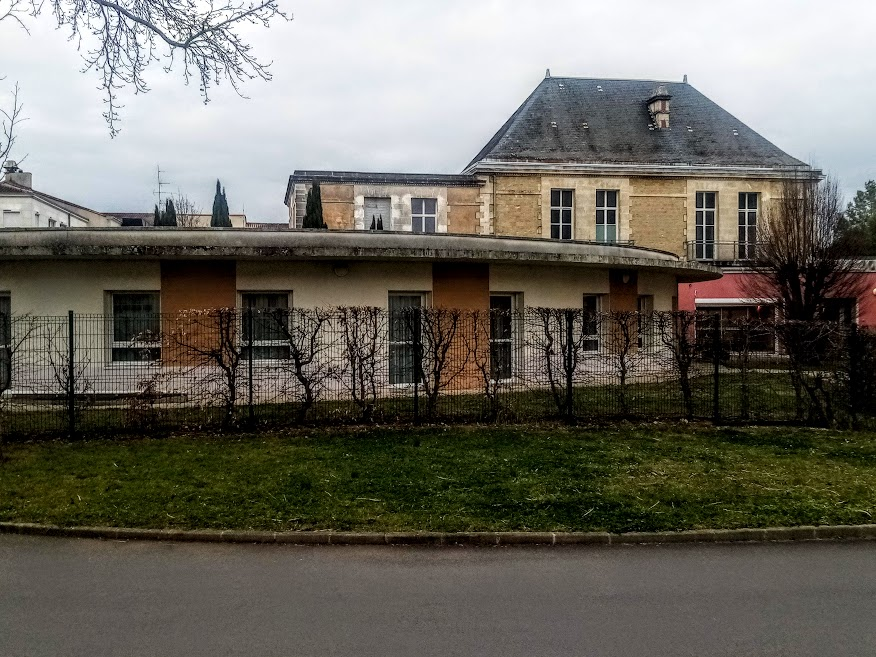
Le pavillon Sainte-Elisabeth.

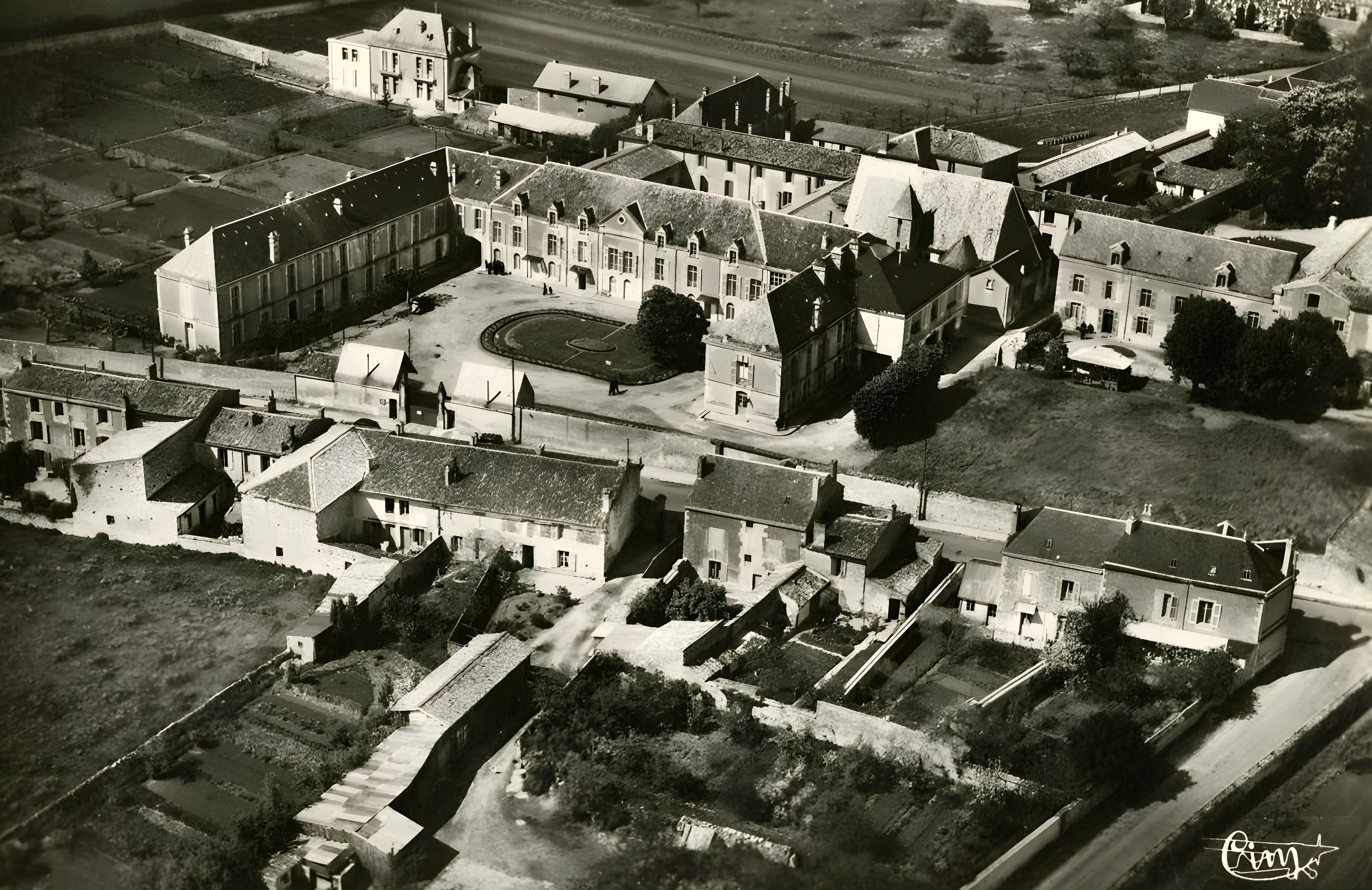
Vue aérienne de l'ancien hôpital dans les années 50.

Depuis son établissement dans les locaux de la rue Rabelais, l'hôpital a continué d'évoluer de manière significative, témoignant ainsi de l'évolution incessante de la pratique médicale. Cette expansion s'est traduite par la nécessité de nouvelles infrastructures, telles que celles érigées en 1885, lorsqu'une extension fut édifiée au sein de la cour d'honneur de l'aile gauche de l'établissement. Par la suite, en 1952, l'hôpital fut réaménagé pour accueillir les départements médicaux ainsi qu'une unité clinique, illustrant ainsi l'adaptation constante de l'hôpital aux besoins changeants de la médecine et de sa clientèle. La même année, le 10 mai, le conseil d'administration a pris la décision d'attribuer le nom de Lattre de Tassigny au centre médico-chirurgical, tandis que la clinique ouverte a été baptisée du nom de Bernard de Lattre de Tassigny. Une cérémonie hiératique a été prévue pour le dimanche 14 septembre 1952, présidée par Simonne Calary de Lamazière, en présence d'un grand nombre de personnalités et d'un public important. En 1955, l'établissement d'un pavillon destiné aux personnes âgées voit le jour, suivi en 1966 par la fondation de la maison de retraite du « Petit Vignaud ». 
En 1972, d'importantes restaurations furent entreprises au sein de l'édifice. En 1977, une école d'infirmières fut construite, dont l'inauguration eut lieu le 4 novembre de la même année, présidée par Olivier Guichard, ancien ministre d'État. Cent cinquante années après leur intégration initial, les sœurs de saint Vincent de Paul procédèrent, en avril 1979, à leur départ définitif de l'hôpital, dans une retraite empreinte de discrétion, cédant ainsi la place à des praticiens laïcs. En 1988, à la suite de l'impérieuse nécessité d'ériger un nouvel édifice chirurgical, la chapelle fit l'objet d'un démontage et d'un remontage minutieux de sa structure. Néanmoins, durant cette opération, les voûtes en berceau ainsi que le chœur tréflé de ladite chapelle furent malencontreusement omis lors de la reconstruction. Il convient de noter que la chapelle, le cloître et la galerie sont inscrits, depuis cette même année, au registre des monuments historiques.

### Difficultés et fermeture
En 1990, l'institution fut confrontée à des difficultés substantielles. Des investissements de grande ampleur se révélèrent indispensables afin d'assurer la continuité des activités sanitaires, lesquelles étaient soumises à des normes en perpétuelle évolution. En 2004, en commémoration du 320e anniversaire de son établissement, l'hôpital cessa ses opérations et ses activités furent transférées vers le Pôle Santé. Un projet de réhabilitation est prévu pour cet édifice, à la suite de son acquisition par le groupe Édouard Denis. Ce dernier envisage de le convertir en un immeuble résidentiel comprenant 80 appartements.